# Owen Chamberlain
Owen Chamberlain (n. 10 iulie 1920, California, SUA – d. 28 februarie 2006, Berkeley, California, SUA) a fost un fizician american, laureat al Premiului Nobel pentru Fizică, împreună cu Emilio Segrè pentru descoperirea antiprotonului.